# Nyctidromus albicollis
El chotacabras pauraque (Nyctidromus albicollis) es una especie de ave caprimulgiforme, una de las dos únicas pertenecientes al género Nyctidromus que integra la familia Caprimulgidae conocidos como chotacabras. Es nativo de la América tropical (Neotrópico) y, con excepción de las aves en regiones más septentrionales, es en gran medida residente durante todo el año.

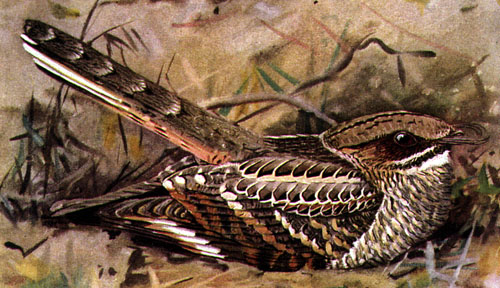
Nyctidromus albicollis; ilustración de Louis Agassiz Fuertes, 1926.

## Nombres populares
Aparte de chotacabras pauraque (en México) se le denomina también cuyabo (en Bolivia región oriental)  atajacaminos de collar blanco, yañarcaj (en Argentina) , bujío (en Colombia), curiango (en Argentina, Brasil, Paraguay y Uruguay), tapacaminos común  (en  Guatemala y Panamá), pocoyo tapacaminos (en Nicaragua), pucuyo coliblanco (en Honduras), tapacaminos picuyo (en México), aguaitacamino común (en Venezuela), chotacabras común (en Perú y Colombia), gallinaciega común (en Colombia), guardacaminos común (en Colombia), pauraque (en Estados Unidos), cuyeo (en Costa Rica)  o tuhuayo (en Perú y Colombia). pocuyo (en El Salvador)

## Descripción
Mide entre 27  y 30 cm. Cola larga y arredondada, en reposo es más larga que las alas. Ocurren dos fases de plumaje: grisácea y canela-rojiza. En la fase grisácea, corona y nuca grisáceos, contrastando con las mejillas canela; pardo oscuro en las partes superiores, con hileras de grandes manchas negras y castañas bordeadas de blanquecino en escapulares y pintas pardas en las cobertoras. Mancha blanca en la garganta, pecho grisáceo; por abajo, pardo con fino barrado oscuro. En la fase canela-rojiza, más canela, especialmente en la corona y dorso, contrastando menos con las mejillas. En el macho: mancha blanca en las primarias negruzcas y, en vuelo, cola negra con rectrices marginadas de blanco, principalmente en la margen interna. La hembra con banda parda más estrecha en las alas y ápice blanco en las caudales laterales. Puede presentar también un plumaje rojizo “sucio”, cuando el suelo local es rico en óxidos ferrosos.

## Distribución y hábitat
La especie se extiende desde Argentina hasta Texas en los Estados Unidos, incluyendo también Belice, Bolivia, Brasil, Colombia, Costa Rica, Ecuador, El Salvador, Guatemala, Guyana, Guyana francesa, Honduras, México, Nicaragua, Panamá, Paraguay, Perú, Suriname, Trinidad y Tobago, Uruguay, Venezuela. Ver detalles en Subespecies.

Su hábitat se conforma de bosques tropicales y subtropicales, manglares tropicales, matorrales, pastizales, y plantaciones, hasta una altura de 1600 m s. n. m.

## Comportamiento
Posa en caminos de tierra; los ojos reflejan la luz de los faroles con un brillo rojo vivo. Visible de lejos. 
Durante el día descansan sobre el suelo, confiando en la protección de su colorido críptico, en sitios sombreados entre matorrales, arboladas no muy densas, setos vivos, cafetales, crecimiento secundario; evita bosques densos.

### Alimentación
Se alimenta de escarabajos, homópteros, polillas y otros insectos que atrapa cuando hace vuelos en círculos, o ascendentes a partir de donde posa.

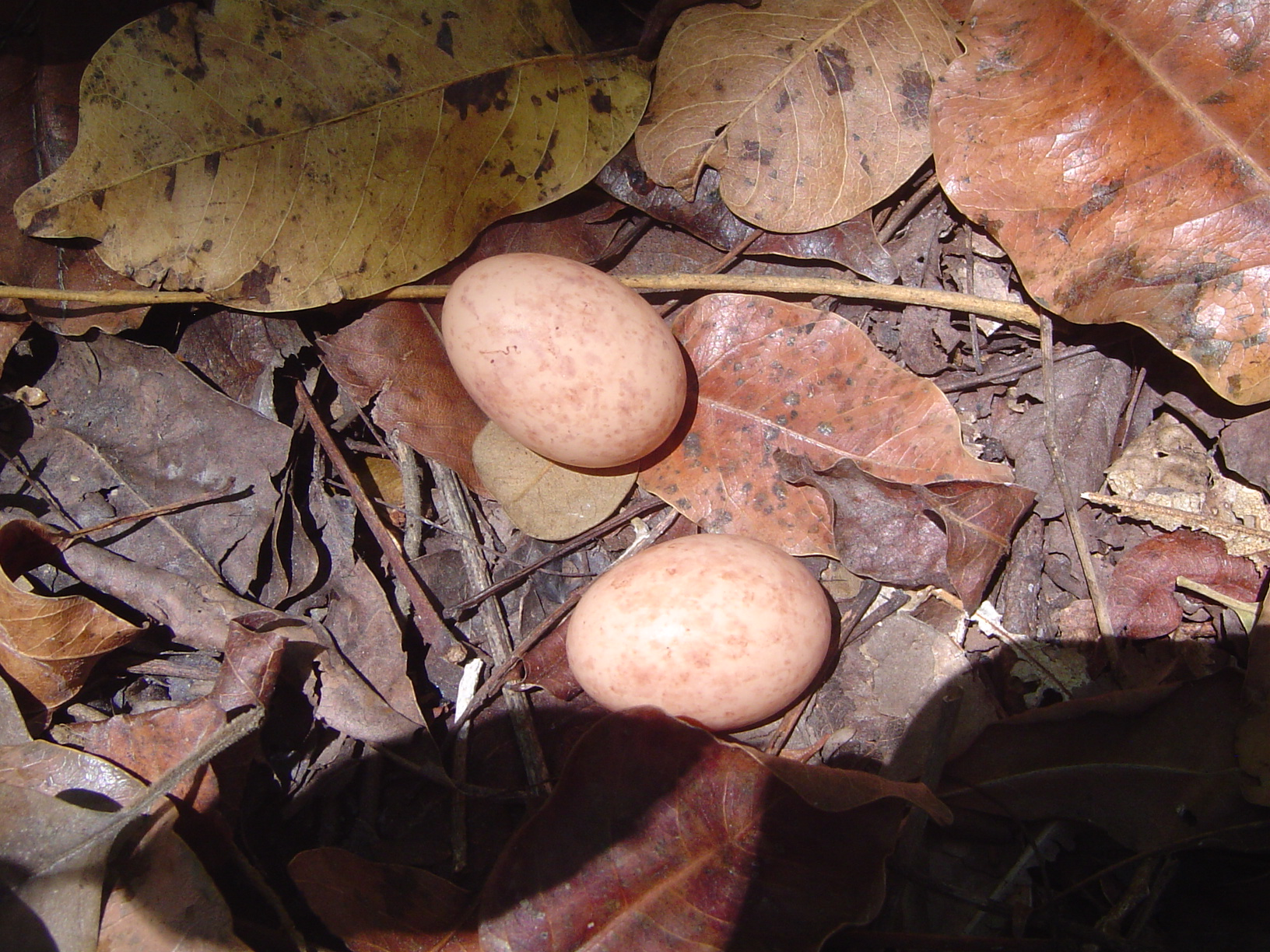
Nido y huevos en sendero del Zoológico Petencito, Petén, Guatemala.

### Reproducción
La hembra pone sus huevos —entre claros y rosáceos con pecas y manchas en diferentes tonos de color café y lila— sobre la hojarasca en los meses de febrero a abril. Los dos comparten la incubación y a veces los machos lo hacen durante todo el día. Los polluelos nacen bien cubiertos con plumaje. Cuando los huevos o polluelos parecen hallarse en peligro, los padres fingen estar lastimados, batiendo sus alas con gran ahínco sobre la tierra para apartar el intruso de sus polluelos.

### Vocalización
En el verano poco después de la puesta del sol comienza a repetir su tristemente dulce cu-ye-o que a luz de la luna llena, sigue toda la noche, principalmente durante la reproducción. También emite un grito alto, “ba-ba-ba curau”.

## Mitología
Cuenta una leyenda de la comunidad indígena uitoto (de Perú y Colombia), que en las noches de luna un pájaro grita violentamente al astro nocturno: ¡Tuhuayo! ¡Tuhuayo!. Afirman que es hijo de la luna (astro considerado masculino por muchas comunidades amazónicas) con la ahijada de una vieja, y como ha sido abandonado por la luna increpa diciéndole ¡Soy tu fruto!, que eso quiere decir la palabra tuhuayo (en quéchua huayo significa fruto).

## Sistemática

### Descripción original
La especie N. albicollis fue descrita por primera vez por el naturalista alemán Johann Friedrich Gmelin en 1789 bajo el nombre científico Caprimulgus albicollis; localidad tipo «Cayenne».

### Taxonomía
El Comité Brasileño de Registros Ornitológicos (CBRO) utilizaba el nombre científico Hydropsalis albicollis, pero la Lista de Aves de Brasil 2015 lo volvió a colocar en el presente género Nyctidromus, incluyendo en el mismo a Nyctipolus nigrescens y Nyctipolus hirundinaceus.
La subespecie intercedens se diferencia muy poco y frecuentemente se sinonimiza con la nominal; de la misma forma, insularis tal vez estaría mejor si incluida en yucatanensis.

### Subespecies
Según la clasificación Clements Checklist v2015, se reconocen 7 subespecies  que difieren en tamaño y tonalidad, con su correspondiente distribución geográfica:
- Nyctidromus albicollis albicollis (Gmelin, 1789) - este y sur de Venezuela, Trinidad, las Guayanas, norte y noreste de Brasil; también (posiblemente esta raza) este y sur de Colombia y Ecuador hasta el norte de Bolivia.
- Nyctidromus albicollis derbyanus Gould, 1838 - centro y sur de Brasil hasta el noreste de Argentina.
- Nyctidromus albicollis gilvus Bangs, 1902 - Panamá y norte de Colombia, tal vez hasta el oeste de Venezuela.
- Nyctidromus albicollis insularis Nelson, 1898 - Isla Tres Marías (oeste de México).
- Nyctidromus albicollis intercedens Griscom, 1929 - sur de Guatemala y al sur hasta Costa Rica y oeste de Panamá.
- Nyctidromus albicollis merrilli Sennett, 1888 - extremo sur de Estados Unidos y noreste de México.
- Nyctidromus albicollis yucatanensis Nelson, 1901 - oeste y este de México y al sur hasta Belice y centro de Guatemala.